# Breganze Torcolato riserva
Il Breganze Torcolato riserva è un vino DOC la cui produzione è consentita nella provincia di Vicenza.

## Caratteristiche organolettiche
- colore: da giallo oro a giallo ambrato carico
- odore: profumo intenso, caratteristico di miele e di uva passita
- sapore: da abboccato a dolce, armonico, vellutato, deciso, con o senza presenza gradevole di legno

## Abbinamenti consigliati
formaggi invecchiati, cantucci e pasticceria varia

## Produzione
Provincia, stagione, volume in ettolitri
- nessun dato disponibile